# IC 2650
IC 2650 је галаксија у сазвјежђу Лав која се налази на листи објеката дубоког неба у Индекс каталогу.
Деклинација објекта је + 13° 51' 10" а ректасцензија 11h 14m 52,4s. Привидна величина (магнитуда) објекта IC 2650 износи 15,2 а фотографска магнитуда 16,0.